# メアリー・イブリン・マコーミック
メアリー・イブリン・マコーミック（Mary Evelyn McCormick、1862年12月2日 - 1948年5月6日）はアメリカ合衆国の画家である。印象派のスタイルでカリフォルニアなどの西海岸の風景を描いた。

## 略歴
カリフォルニア州、エルドラド郡のプラサービルでアイルランド移民の娘に生まれた 。1867年までに家族とサンフランシスコに移り、父親はそこで酒場の主人、酒類の販売商として働いたとされる。グラマースクールを卒業した後、1880年代に女性のための私立学校(Irving Institute)で学んだ。この学校で美術教育を受け、1881年と1882年に、州の博覧会などに陶器の絵付けした作品を出展した。サンフランシスコの美術学校に学び、トーマス・ヒルやアーネスト・ナージョット、エミール・カールセンらの指導を受けた。1886年の美術学校の展覧会で佳作に入賞し、1888に賞を得た。美術学校ではイザベル・ハンター(Isabel Hunter)や、メアリー・モーガン(Mary DeNeale Morgan)、ガイ・ローズといった後に有名になる学生たちと友人になった。ガイローズには好意を持ち、1888年にパリに留学したローズの後を追って1889年にパリに移り、パリではアカデミー・ジュリアンに入学し、バンジャマン＝コンスタンやルフェーブルに学んだ。
ローズと共にクロード・モネの邸があり、多くのアメリカ人画家が活動したジヴェルニーでも活動し、モネやピサロ、スーラといったフランスの印象派の画家たちから影響を受けた。1891年にパリとベルリンの展覧会に出展した後、1891年にカリフォルニアに帰国した。
帰国後はカリフォルニアの風景を描き、サンフランシスコ美術協会の展覧会や、芸術家が多く集まったカリフォルニア州のカーメル・バイ・ザ・シーの美術クラブ(Carmel Arts and Crafts Club)の展覧会などに出展した。「カリフォルニア印象派」と呼ばれる画家の一人として活動した。

## 作品

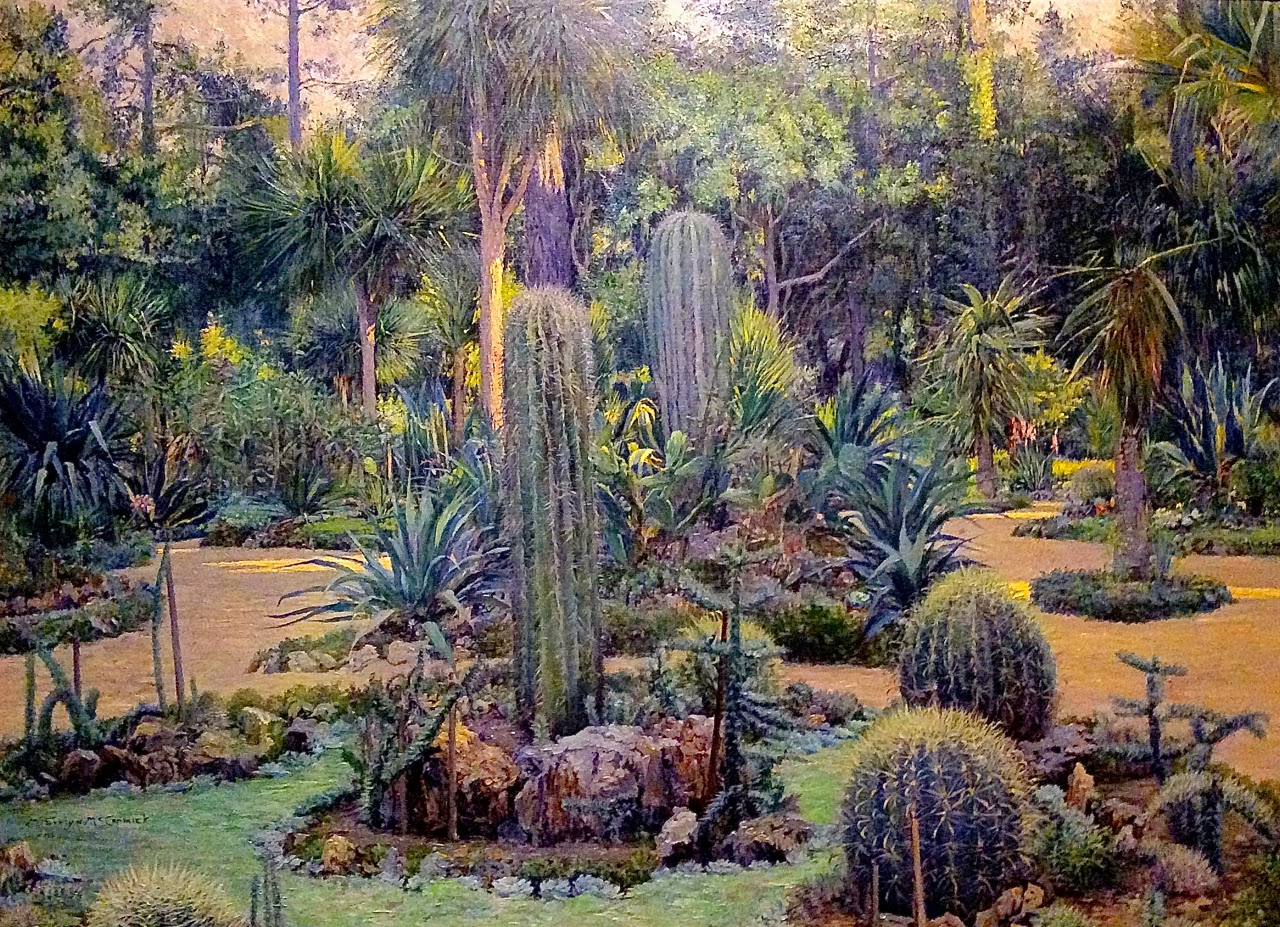
デルモンテのサボテン庭園
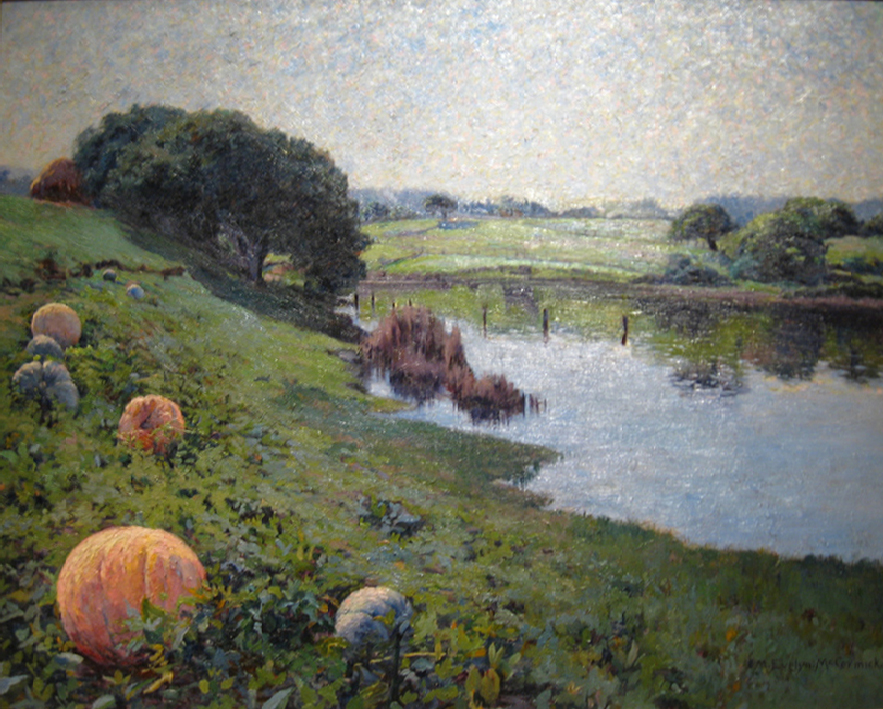
Carmel Valley Pumpkins
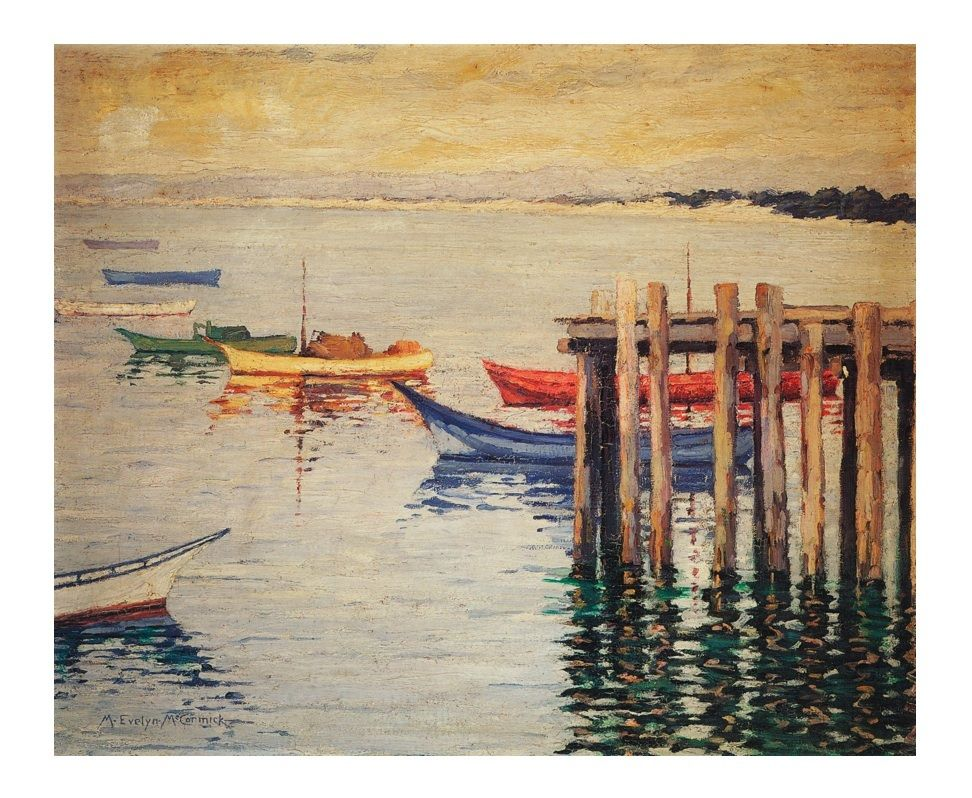
ボート